# Alessandro Alciato
Alessandro Alciato (Biella, 21 settembre 1977) è un giornalista e scrittore italiano.

## Biografia
Oltre ad essere stato giornalista per Sky Italia, è anche autore di diversi libri ed è stato coautore di altri libri con personaggi celebri del calcio italiano. Dal 2021 è bordocampista delle partite di Champions League su Amazon Prime Video e successivamente in parallelo è opinionista su DAZN e anche della nuova “Radio TV Serie A con RDS”.

## Opere (selezione)
- Preferisco la coppa (Rizzoli, 2009), con Carlo Ancelotti
- Attaccante nato (Rizzoli, 2010), con Stefano Borgonovo
- Penso quindi gioco (Mondadori, 2013), con Andrea Pirlo
- Il meglio deve ancora venire (Rizzoli, 2014), con Walter Mazzarri
- Una vita al massimo: (Ed è il minimo che posso dirvi) (Rizzoli, 2015), con Massimo Ferrero
- La nostra bambina (Rizzoli, 2016), con Fabio Cannavaro
- Non pettinavamo mica le bambole. Le meravigliose storie delle ragazze della nazionale, Baldini & Castoldi, 2019. ISBN 8893882620
- FORZA GENTILE. La mia vita vita, il mio calcio. (Baldini & Castoldi, 2021). Con Andrij Ševčenko
- Buongiorno Campioni. (Sperling & Kupfer, 2021). Con Leonardo Spinazzola